# Kościół Matki Boskiej Różańcowej w Sierakowie Sławieńskim
Kościół Matki Boskiej Różańcowej – zabytkowy rzymskokatolicki kościół filialny, należący do parafii św. Andrzeja Boboli w Sulechówku, dekanatu Sławno, diecezji koszalińsko-kołobrzeskiej, metropolii szczecińsko-kamieńskiej, zlokalizowany w Sierakowie Sławieńskim, w gminie Sianów, w powiecie koszalińskim, w województwie zachodniopomorskim.

## Historia
Wznoszący się w centrum wsi, na wzgórzu, kościół wybudowany został w XV wieku. Obiekt jest jednonawowy i orientowany. Pierwotnie otoczony był cmentarzem, który obecnie nie istnieje. Świątynię przebudowano w drugiej połowie XVII wieku.

## Architektura
Kościół na rzucie prostokąta. Bryła składa się z dwóch członów: nawy z prezbiterium i wieży. Od północy dobudowana jest zakrystia. Całość podparta skarpami i wzmocniona głazami. Na jednym z tych głazów wyryty jest zarys tajemniczego zwierzęcia, prawdopodobnie psa. Nie został on dotąd zadatowany przez historyków sztuki.

## Wyposażenie
Na skromne wyposażenie świątyni składają się:
- renesansowy ołtarz z powojennym obrazem Matki Boskiej,
- drewniana empora,
- drewniany konfesjonał skrzynkowy,
- klasycystyczny świecznik wiszący na łańcuchu,
- dzwon z 1805 wykonany przez J.M. Meyera (Szczecin).